# Coronet Blue
Coronet Blue è una serie televisiva statunitense in 13 episodi trasmessi per la prima volta nel corso di una sola stagione nel 1967.

## Trama
Michael Alden è un uomo di New York che ha perso la memoria ed è in cerca della sua identità. Nel primo episodio egli viene drogato e buttato in un fiume. Al risveglio le uniche parole che pronuncia sono "Coronet Blue". Adotta poi il nome di Michael Alden, una combinazione del nome del suo medico e del nome dell'ospedale dove viene ricoverato.

## Personaggi e interpreti
- Michael Alden (13 episodi, 1967), interpretato da Frank Converse.
- Max Spier (10 episodi, 1967), interpretato da Joe Silver.
- Anthony (4 episodi, 1967), interpretato da Brian Bedford.
- Vincent (2 episodi, 1967), interpretato da Robert Burr.
- Margaret (2 episodi, 1967), interpretata da Bernice Massi.
- Cameriera (2 episodi, 1967), interpretata da Colleen Kelly.

## Produzione
La serie, ideata da Larry Cohen, fu prodotta da Plautus Productions e Columbia Broadcasting System e girata nei Pathe Studios a New York. Le musiche furono composte da Laurence Rosenthal. I 13 episodi furono girati nel 1965 ed erano originariamente destinati ad essere messi in onda durante la stagione televisiva 1965-1966, ma la CBS mise la serie in pausa e poi la mandò in onda due anni dopo come una sostituzione estiva.

### Registi
Tra i registi della serie sono accreditati:
- David Greene in 5 episodi (1967)
- Sam Wanamaker in 4 episodi (1967)

## Distribuzione
La serie fu trasmessa negli Stati Uniti dal 29 maggio 1967 al 4 settembre 1967 sulla rete televisiva CBS. In Italia è stata trasmessa dal 1973 sulla Rai e poi su reti locali negli anni 1980 con il titolo Coronet Blue.
Alcune delle uscite internazionali sono state:
- negli Stati Uniti il 29 maggio 1967 (Coronet Blue)
- in Germania Ovest il 18 luglio 1977 (Das Geheimnis der blauen Krone)
- in Italia (Coronet Blue)

## Episodi
| Stagione       | Episodi | Prima TV USA |
| -------------- | ------- | ------------ |
| Prima stagione | 13      | 1967         |